# 同升街道
同升街道，是中华人民共和国湖南省长沙市雨花区下辖的一个乡镇级行政单位。

## 行政区划
同升街道下辖以下地区：
白田社区筹委会、洪塘社区筹委会、同升社区筹委会、金井社区筹委会、桃阳社区筹委会、新兴社区筹委会、联盟社区筹委会和景环社区。